# Lekkoatletyka na Igrzyskach Azji Południowej 2010
Lekkoatletyka na Igrzyskach Azji Południowej 2010 – zawody lekkoatletyczne rozgrywane od 6 do 9 lutego 2010 podczas Igrzysk Azji Południowej w stolicy Bangladeszu – Dhace.

## Medaliści

### Mężczyźni
| Konkurencja             | Złoto                          | Wynik   | Srebro                              | Wynik   | Brąz                             | Wynik    |
| 100 metrów              | Shean Abeypittyage · Sri Lanka | 10,46   | Qureshimd Naheeb · Indie            | 10,56   | Liaquat Ali · Pakistan           | 10,63    |
| 200 metrów              | Abdul Qureshi · Indie          | 21,16   | Shean Abeypittyage · Sri Lanka      | 21,19   | Laiqat Ali · Pakistan            | 21,27    |
| 400 metrów              | Bibin Mathew · Indie           | 47,25   | Prasanna S. Amarasekara · Sri Lanka | 47,36   | Shake Mortaja · Indie            | 47,53    |
| 1500 metrów             | Chaminda Wijekoon · Sri Lanka  | 4:10,01 | Sunil Kumar · Indie                 | 4:10,57 | P.H. Chamal · Sri Lanka          | 4:10,97  |
| 5000 metrów             |                                |         |                                     |         |                                  |          |
| Bieg maratoński         |                                |         |                                     |         |                                  |          |
| 110 metrów przez płotki |                                |         |                                     |         |                                  |          |
| 400 metrów przez płotki | Thiyagarajan Balamurugan       | 52,24   | Haq Nawaz                           | 52,52   | Avin A. Thomas                   | 52,52    |
| Sztafeta 4 × 100 metrów |                                |         |                                     |         |                                  |          |
| Sztafeta 4 × 400 metrów |                                |         |                                     |         |                                  |          |
| Skok w dal              | Mohammed Ibar · Indie          |         | Nayana Hewage · Sri Lanka           |         | Ali Amin · Bangladesz            |          |
| Trójskok                | Zafar Iqbal · Pakistan         |         | Saurab · Indie                      |         | Nishan Appuhami · Sri Lanka      |          |
| Skok wzwyż              | Harishankar Roy · Indie        |         | Nikhil Chittarasu · Indie           |         | Nalin Akwatthadawage · Sri Lanka |          |
| Rzut dyskiem            | Basharat Ali · Pakistan        | 52,43   | Simranjeet Singh · Indie            | 49,18   | Azaharul Islam · Bangladesz      | 44,98 NR |
| Rzut oszczepem          | Kashinath Naik · Indie         |         | Mohammad Imran · Pakistan           |         | Samaar Singh · Indie             |          |

### Kobiety
| Konkurencja             | Złoto                             | Wynik | Srebro                            | Wynik | Brąz                          | Wynik |
| 100 metrów              |                                   |       |                                   |       |                               |       |
| 200 metrów              | Chandrika Subakshini · Sri Lanka  |       | Pramila Priyadarshini · Sri Lanka |       | Jaunamuru · Indie             |       |
| 400 metrów              | Chandrika Subakshini · Sri Lanka  | 54,27 | Priyanka Panwar · Indie           | 54,98 | A.C. Ashwini · Indie          | 55,51 |
| 100 metrów przez płotki | Gayathry Raj · Indie              |       | Sumita Rani · Bangladesz          |       | Jasmina Akhter · Bangladesz   |       |
| Sztafeta 4 × 100 metrów |                                   |       |                                   |       |                               |       |
| Sztafeta 4 × 400 metrów |                                   |       |                                   |       |                               |       |
| Skok w dal              | N.C.D. Priyadharshani · Sri Lanka | 6,20  | Resmi Bose · Indie                | 6,09  | Maliakhal Prajusha · Indie    | 5,96  |
| Skok wzwyż              | Priyangika Madumanthi · Sri Lanka |       | Sahana Kumari · Indie             |       | Dulangalee Kumari · Sri Lanka |       |

## Rekordy
Podczas zawodów ustanowiono dotychczas 7 krajowych rekordów w kategorii seniorów:
| Zawodnik                                              | Reprezentacja | Konkurencja                | Rezultat |
| ----------------------------------------------------- | ------------- | -------------------------- | -------- |
| Azharul Islam                                         | Bangladesz    | rzut dyskiem               | 44,98    |
| Sunita Rani                                           | Bangladesz    | Bieg na 100 m przez płotki | 13,98    |
|                                                       | Bangladesz    | sztafeta 4 × 100 m         | 46,80    |
|                                                       | Pakistan      | sztafeta 4 × 100 m         | 47,16    |
| Hassan Said, Hussain Halim, Anzeem Ahmed, Ali Shareef | Malediwy      | sztafeta 4 × 100 m         | 41,39    |
|                                                       | Bangladesz    | sztafeta 4 × 400 m         | 3:52,29  |
| Naseem Hamid                                          | Pakistan      | bieg na 100 m              | 11,81    |
| Dhirendra Chaudhary                                   | Nepal         | bieg na 110 m przez płotki | 16,13    |